# ضيف الله (اسم)
ضيف الله اسم علم مذكر عربي ومعناه الحاج، المعتمر، المصلي في المسجد، زائر بيت الله الحرام، مركب بالإضافة، يتفاءل الآباء به على أن ما رزقهم الله كان فضلاً وخيراً منه.

## شخصيات يحملون الاسم
- ضيف الله القرني (لاعب كرة قدم سعودي، 6 نوفمبر 1988 – )
- ضيف الله بن غازي بن محيا (1884 – )
- ضيف الله بورمية (سياسي كويتي، 1957 – )
- ضيف الله قاشان